# مهرجان صلالة السياحي

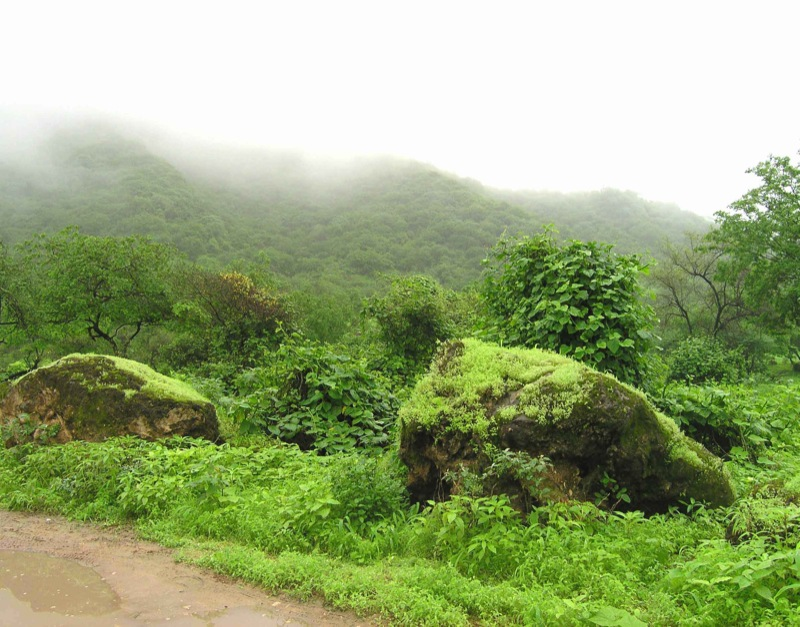
منظر من جبال صلاله في موسم الخريف

مهرجان صلالة السياحي مهرجان سنوي يقام في صلالة بمحافظة ظفار في سلطنة عمان. يقام كل في فصل الخريف من 15 يوليو إلى 31 أغسطس.
إلى «أميرة جبال» سلطنة عُمان وعاصمتها السياحية صلالة توجّهنا، لننعم فيها بالراحة والاستجمام، فتنقّلنا بين عيونها المدهشة وشواطئها الخلاّبة ورمالها الذهبية، وتذوّقنا ثمار أشجار الموز والفافاي والنخيل والنارجيل الاستوائية التي تكثر فيها والتي لها ثمرة تشبه جوز الهند.
ولم نصدّق عندما شاهدنا جبالها الخضراء، أننا في منطقة تصنَّف صحراوية...
في حديقة طبيعية ذات مناظر ساحرة لشلالات المياه والبحيرات والجبال والكهوف، كانت الاستراحة.
في «وادي دربات» اجتمعنا لتناول وجبة الغداء تحت خيمة عربية نُصبت على أغصان شجرة صبّار يزيد عمرها عن 300 سنة وتعدّ من عجائب الأشجار في الجزيرة العربية، حيث يبلغ ارتفاعها 30 متراً، وعرضها 40 متراً، وتحيطها أحجار رائعة الجمال.
تزخر صلالة بمقوّمات سياحية فريدة، ففيها القلاع والحصون التي تحكي عراقة الماضي، وفيها العيون والشواطئ والخلجان الزاخرة بالرمال الذهبية اللامعة، وفيها الجبال الشاهقة والسهول والصحارى، ويبدأ موسم الخريف فلكياً فيها من 21 حزيران/يونيو إلى 21 أيلول/سبتمبر من كل عام، وتداعبها نسمات الهواء العليل والغيوم العابقة بالرذاذ والتي يستمتع بها مئات الآلاف من المواطنين والمقيمين والزوار والسياح من مختلف أنحاء العالم.

## عيون ظفار
عين دربات: من أهم العيون المائية في ظفار ويستمر انسياب شلالاتها عادة أشهراً عدة، لتوفّر بذلك كميات كبيرة من المياه، وتعزّز تغذية المخزون المائي الجوفي في المحافظة.
عين جرزيز: من العيون القديمة جداً في محافظة ظفار، توجد فيها استراحات جميلة ومناظر خلابة تشكّل جذباً سياحياً في موسم الخريف.
عين حوت: تقع في الجبل في منطقة تسمى وادي عين. في فصل الخريف تتساقط الأمطار وتجري مسافة كيلومترات عدة من أعلى الجبل إلى الوادي مشكّلة بذلك شلالات مائية وغدراناً جميلة المنظر.
عين صحلنوت: عين دائمة الجريان لها ساقية تمتد إلى السهل وتقع في الجزء الأوسط من جبال ظفار وتبعد من مدينة صلالة حوالي 15 كيلومتراً. يرتادها الكثير من الزوار في موسم الخريف ويحفّها الكثير من الجبال وأهمها جبل «حميث».

## التخييم
تعتبر سهول صلالة موقعاً جميلاً لمحبي التخييم. ففي فصل الخريف يقوم الكثير من سكان محافظة ظفار بنصب خيمهم في كل من سهلَي صحلنوت وأتين، وهو تقليد قديم لأهالي المحافظة في هذا الموسم.
وتشمل أنشطتها السياحية الأخرى التزلج على الرمال في الصحراء، والغوص، وتسلق الصخور، والرحلات، وركوب الأمواج والإبحار، وكهف الاستكشاف، ومراقبة الطيور، ومصارعة الثيران، وسباقات الهجن.

## الأسواق
في صلالة الكثير من الأسواق الحرفية التقليدية التي تشتهر بالصناعات والمنتجات اليدوية، ومنها «سوق الحافة» الذي يبعد 3 كليومترات من مدينة صلالة، ويعتبر المكان الأمثل لشراء أجود أنواع اللبان والبخور في السلطنة.
ويزخر السوق بالكثير من المنتجات، سواء المنسوجات التقليدية المتنوعة، أو الملابس التراثية، أو المصوغات الذهبية والفضيّة، وغيرها الكثير من المصنوعات التقليدية. وفي وسط أحد الأحياء القديمة لمدينة صلالة يقع «سوق الحصن» الذي يمتاز بطابعه التقليدي التراثي.

## الصيد
تتميّز سواحل السلطنة بغناها بالأسماك، وقد تطوّر أسطول الصيد كثيراً وأصبح معظمه آلياً، كما يمتلك معظم سكان السواحل زوارق صغيرة يمضون بها في البحر ساعات عدة ليعودوا بقوتهم من الأسماك.

## الأوركيديا في مزارع السلطنة
تنمو الأوركيديا طبيعياً، خصوصاً في المناطق الاستوائية، وبقليل من العناية، يمكن أن تبقى مدة أسبوعين من دون أن تذبل. وتعتبر عُمان الدولة العربية الوحيدة التي نجحت فيها زراعة هذه الزهرة على هذا النطاق، إذ ينبت 13 نوعاً من الأوركيديا في مزارع السلطانية في ظفار، في أنجح تجربة عربية لزراعة هذه الزهرة الغامضة، كونها تحتاج إلى ظروف بيئية ومناخية ملائمة لكي تنمو وتعطي أزهاراً.
ومن هذه الظروف ألا تزيد درجات الحرارة عن 30 درجة مئوية في النهار، ولا تتدنّى إلى عشرين درجة في الليل، وأن تتراوح الرطوبة بين 75 و 80 في المئة.

## مهرجان صلالة
يقام مهرجان صلالة السياحي في مركز البلدية الترفيهي في منطقة إيتين القريبة من الجبل من 15 تموز/يوليو حتى 31 آب/أغسطس من كل عام. ويضم المهرجان قرية للتسوق العائلي، ومنطقة الألعاب الكهربائية والهوائية، والقرية التراثية ومطاعم ومعارض. ويتميز بعروضه الموسيقية والثقافية، ويشتمل على عروض حيّة من الفن العماني، والرقصات الشعبية المحلية والفنون التراثية، إضافة إلى الحفلات الغنائية الساهرة والعروض الرياضية.

## روابط خارجية
- الموقع الرسمي لمهرجان صلالة السياحي